# Škarpina
Škarpina (Scorpaena scrofa), pripada obitelji bodeljki (Scorpaenidae). Uz Hrvatsku obalu poznata je pod više imena, neka od češćih imena su: škrpina, crveni škrpun, logrnja, skarpina, skrpina i dr.
Škarpina je najpoznatija hrvatskim ribarima po svojim otrovnim bodljama. Njen otrov nije tako opasan kao kod nekih drugih otrovnih riba iz jadrana, kao na primjer pauka. Nakon uboda na ubodenom dijelu tijela javlja se jaka bol, crvenilo i oticanje. Nekad se znaju javiti i sljedeći simptomi ali dosta rijetko kao vrtoglavica, povraćanje, temperatura i opća slabost. Otrov joj se nalazi u leđnoj peraji te na škržnim poklopcima. Otrov joj se razgrađuje na visokim temperaturama prilikom kuhanja i pečenja.
Škarpina je po izgledu prilično neugledna riba. Glava joj je vrlo velika u odnosu na tijelo, koje je prepuno bodlji. Boje je ružičastocrvene do crvene, sa smećkastim točkama po tijelu. Pigment na njenoj koži ima sposobnost promjene šara u skladu s okolinom u kojoj živi. Zato ulovljene škarpine možemo naći u raznim nijansama. Naraste 66 cm u dužinu i može težiti do 5 kg. Živi na svim vrstama dna ali preferira stjenovita i šljunkovita dna do 100 metara dubine. Zna zaći do čak 400 metara u dubinu. U jesen i proljeće je bliže obali dok ostali dio godine provodi na većim dubinama. Hrani se rakovima, mekušcima i ribom. Uglavnom živi uz morsko dno uz koje i prilagođava boju svojeg tijela. Mrijesti se krajem proljeća.
Osim Jadranskog mora škarpina obitava i u Mediteranu i Atlantskom oceanu. Meso joj je vrlo cijenjeno, a najviše se koristi za pripremu brodeta.